# چاداکولوب
چاداکولوب (به لاتین: Chadakolob) یک منطقهٔ مسکونی در روسیه است که در داغستان واقع شده‌است.